# Kührstedt
Kührstedt, Nederduits: Kührst, is een dorp en voormalige gemeente in de Duitse deelstaat Nedersaksen. De Ortschaft Kührstedt ligt in de gemeente Geestland, en bestaat uit het gelijknamige dorpje, en een 2 km ten noorden daarvan gelegen, iets kleiner dorp Alfstedt. 

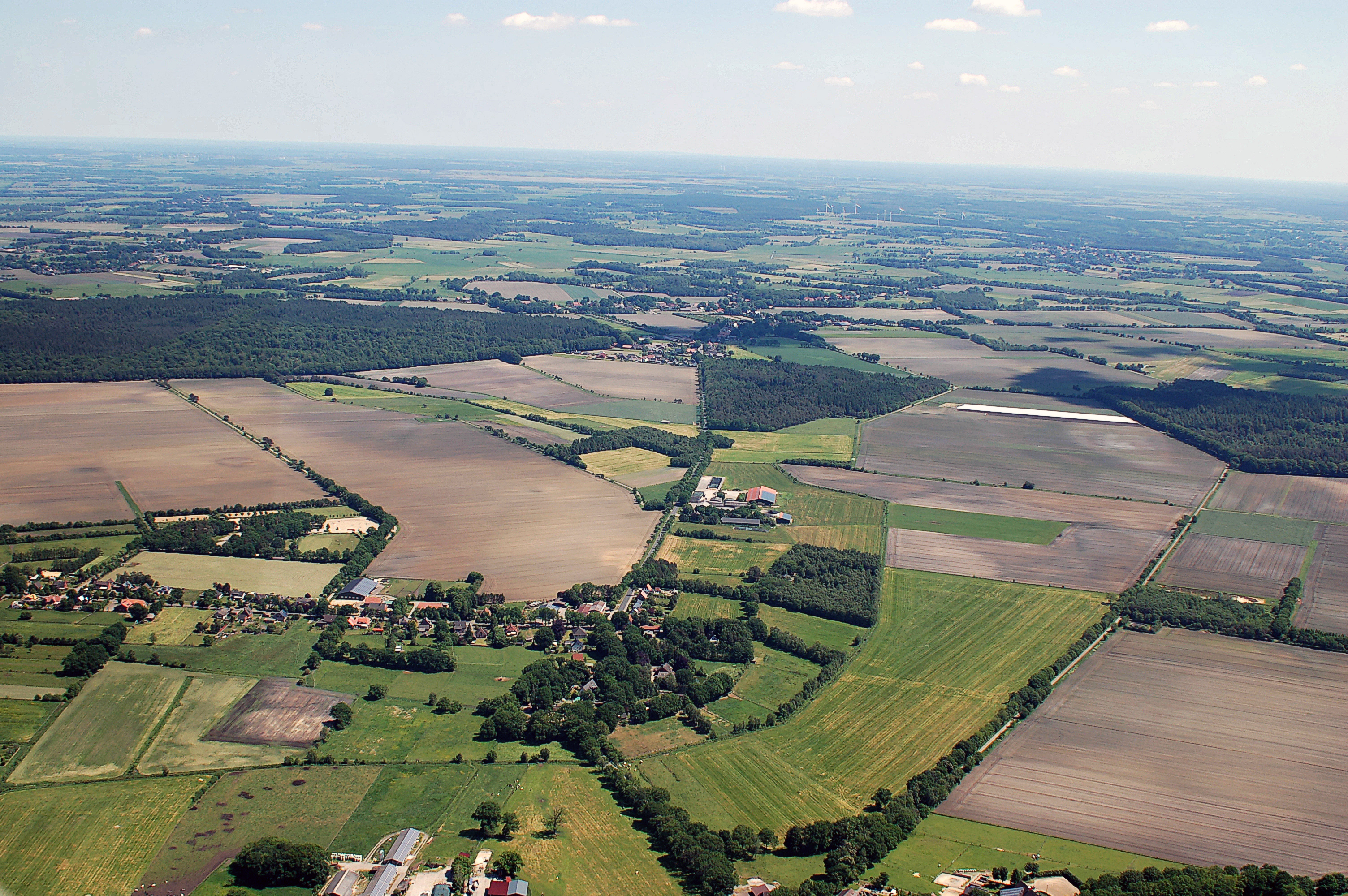
Luchtfoto Kührstedt, 2012
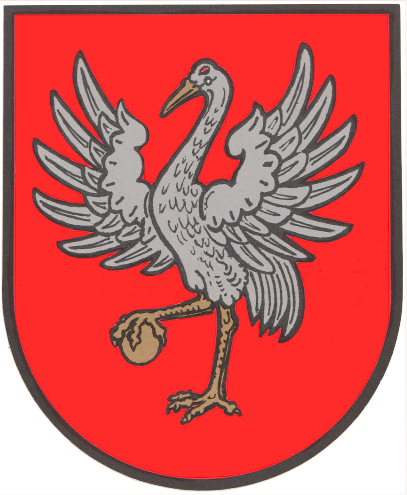
Dorpswapen van Alfstedt

De oude gemeente Kührstedt maakte tot de opheffing deel uit van de Samtgemeinde Bederkesa in het Landkreis Cuxhaven. 
- Virtual International Authority File: 317277980